# Niki Wolos
Podosferiki Anonimi Eteria Niki Wolos 1924 (gr. Ποδοσφαιρική Ανώνυμη Εταιρεία Νίκη Βόλου 1924) – grecki klub piłkarski, mający siedzibę w mieście Nea Ionia, znajdującego się na obrzeżach miasta Wolos.

## Historia
Klub został założony w 1924 roku jako JS Prosfigon (Klub Gimnastyczny Uchodźców). Wiele z członków założycieli klubu byli uchodźcy z Smyrny (dziś Izmir) i okolic, którzy osiedlili się w Wolosie po rzeźni w Turcji. W 1926 postanowili przywrócić godło swojego byłego miasta, tak jak to uczynili uchodźcy z Smyrny w założonych klubach Panionis i Apollon, na którym była Nike, i na cześć swojego nowego klubu zmienili nazwę na JS Niki Wolos. Przez dłuższy czas zespół występował w rozgrywkach regionalnych. W 1954 zdobył mistrzostwo regionu i potem walczył w dziesiątce najlepszych w Panelinio Protatlima o mistrzostwo Grecji. Rozgrywki zakończył na piątym miejscu. W 1959, kiedy została organizowana II liga (Beta Etniki), zespół otrzymał prawo gry w grupie centralnej. W drugim sezonie 1960/61 zajął pierwsze miejsce w grupie centralnej Beta Etniki i zdobył awans do elity greckiej piłki. W sezonie 1961/62 debiutował w Alfa Etniki i uplasował się na końcowym 11 miejscu. Po pięciu latach gry w elicie w sezonie 1965/66 zajął ostatnie 16 miejsce i spadł do drugiej ligi. W 1975 został zdegradowany do Narodowej Amatorskiej Dywizji (D3). W następnym sezonie zespół powrócił do drugiej ligi. W sezonie 1982/83 zajął 9 miejsce w grupie południowej Beta Etniki i potem musiał walczyć o utrzymanie w lidze z klubem z 9 pozycji w grupie północnej. W rzutach karnych pokonał Eolikos Mitylena i pozostał w lidze. Jednak w następnym sezonie 1982/83 zajął przedostatnie 19 miejsce w grupie południowej Beta Etniki i spadł do Gamma Etniki. Dopiero w 1988 powrócił do drugiej ligi, ale po dwóch sezonach ponownie spadł do trzeciej ligi. Sezon 1992/93 nawet spędził w Delta Etniki (D4). W 1996 po raz kolejny powrócił do Beta Etniki, w której występował do 1999. W latach 2000 do 2002 grał w czwartej lidze. Od 2003 do 2007 ponownie walczył w drugiej lidze, aby potem ponownie grać w trzeciej lidze. W sezonie 2011/12 zajął drugie miejsce w grupie północnej i otrzymał promocję do drugiej ligi.

### Chronologia nazw
- 1924: Jimnastikos Silogos Prosfigon (gr. Γυμναστικός Σύλλογος Προσφύγων)
- 1926: Jimnastikos Silogos Niki Wolos (gr. Γυμναστικός Σύλλογος Νίκη Βόλου)
- 1996: Jimnastikos Silogos Wolos i Niki Podosferiki Anonimi Eteria (Γυμναστικός Σύλλογος Βόλου η Νίκη Ποδοσφαιρική Ανώνυμη Εταιρεία)
- 2002: Jimnastikos Silogos Wolos Niki Podosferiki Anonimi Eteria (Γυμναστικός Σύλλογος Βόλου Νίκη Ποδοσφαιρική Ανώνυμη Εταιρεία)
- 2019: Podosferiki Anonimi Eteria Niki Wolos 1924 (Ποδοσφαιρική Ανώνυμη Εταιρεία Νίκη Βόλου 1924)

## Sukcesy

### Trofea międzynarodowe
Nie uczestniczył w rozgrywkach europejskich (stan na 31-05-2013).

### Trofea krajowe
| \| \| Zdobyte trofea w rozgrywkach Grecji (stan na: 31-05-2013) \| |                                                           |      |                  |
| Rozgrywki                                                          | Osiągnięcie                                               | Razy | Sezon(y)         |
| · Mistrzostwo                                                      | I miejsce                                                 | 0    |                  |
| · Mistrzostwo                                                      | II miejsce                                                | 0    |                  |
| · Mistrzostwo                                                      | III miejsce                                               | 0    |                  |
| · Mistrzostwo                                                      | 11 miejsce                                                | 3    | 1962, 1963, 2006 |
| Puchar                                                             | zdobywca                                                  | 0    |                  |
| Puchar                                                             | finalista                                                 | 0    |                  |
| Puchar                                                             | ćwierćfinalista                                           | 2    | 1956, 1957       |
| II liga                                                            | I miejsce                                                 | 2    | 1961, 2014       |
| II liga                                                            | II miejsce                                                | 1    | 1980             |
| II liga                                                            | III miejsce                                               | 0    |                  |
| Grecja                                                             | Zdobyte trofea w rozgrywkach Grecji (stan na: 31-05-2013) |      |                  |

Greek Football Amateur Cup:
- zdobywca (1): 1976

## Stadion
Klub rozgrywa swoje mecze domowe na stadionie Stadion Panthessaliko w Wolosie, który może pomieścić 22,700 widzów. Historyczny własny stadion Pantelis Magoulas w Nea Ionia, który może pomieścić 4,500 widzów, nie odpowiada kryteriom rozgrywek greckiej piłki nożnej.